# Vija Artmane
Alīda Vija Artmane (in russo Вия Артмане?; Kaive, 21 agosto 1929 – Strenči, 11 ottobre 2008) è stata un'attrice e politica sovietica, dal 1991 lettone.

## Biografia
Artmane nacque in una famiglia di braccianti agricoli. Non conobbe mai suo padre, che morì all'età di 19 anni prima ancora di veder nascere sua figlia, e crebbe con la madre Anna Regīna a Riga. Nel 1949 si diplomò alla scuola del Teatro Daile, dove conobbe molti dei suoi futuri colleghi come Voldemārs Bērzājs, Osvalds Bērziņš, Vera Gribacha, Alfons Kalpaks, Harijs Liepiņš, Eduards Pāvuls, Pēteris Pētersons, Rasma Roga, Valentīns Skulme, Ruta Shleiere e Venta Vecumniece.
A teatro lavorò principalmente al Daules e al Teatro nuovo di Riga, in particolare nelle produzioni di Alvjes Hermanis (La dama di picche di Aleksandr Sergeevič Puškin e Dell'amore di Stendhal) e di Eduards Smiļģis (Romeo e Giulietta, Pazudušais dēls di Rūdolfs Blaumanis, Pūt, vējiņi! di Rainis, Minhauzena precības di Mārtiņš Zīverts e molte altre). Dimostrò di essere un'ottima interprete di ruoli tragici e drammatici.
Icona del cinema lettone, prese parte a oltre 50 pellicole. Esordì al cinema nel ruolo di Ruta nel film Pēc vētras di Roland Kalniņš (1954), cui si aggiungono i ruoli di Sonja in Rodnaja krov' (pellicola che la rese celebre), di Kristīne in Purva bridējs (1966) e di Jūlija Lambert in Teātris (1978). Nel 1968 la rivista Sovietskij ėkran la definì "la miglior attrice dell'anno". Nel 1980 le venne conferito il Premio di Stato della RSS lettone.
Ricoprì anche alcune cariche politiche di prestigio, come membro del Consiglio Supremo della RSS lettone (1980-1987) e vicepresidente del Comitato per la difesa della pace dell'Unione Sovietica (1980).

## Vita privata
Artmane sposò l'attore Artūrs Dimiters, anch'egli attivo al Teatro Dailes. La coppia ebbe due figli, il musicista Kaspars Dimiters e l'attrice Kristiana Dimitere.

## Teatro
- Romeo un Džuljeta, 1953
- Pazudušais dēls, 1954
- Pūt, vējiņi!, 1955
- Minhauzena precības, 1958
- Gesta Berlings, 1958
- Vaidelote, 1958
- Hamlets, 1959
- Karš un miers, 1960
- Pīķa dāmā, 1998
- Traktātā par mīlestību (1999)

## Filmografia parziale
- Pēc vētras, regia di Roland Kalniņš (1954)
- Kā gulbji balti padebeši iet, regia di Pāvels Armands (1956)
- Rodnaja krov', regia di Michail Ivanovič Eršov (1963)
- Purva bridējs, regia di Leonīds Leimanis (1966)
- Niekas nenorejo mirti, regia di Vytautas Žalakevičius (1966)
- The Andromeda Nebula, regia di Evgenij Firsovič Šerstobitov (1967)
- Mērnieku laiki, regia di Voldemārs Pūce (1968)
- Teātris, regia di Jānis Streič (1978)
- Emel'jan Pugačёv, regia di Aleksej Aleksandrovič Saltykov (1978)
- Ljubov', regia di Valerij Todorovskij (1991)